# Пфатер
Пфатер (њем. Pfatter) општина је у њемачкој савезној држави Баварска. Једно је од 41 општинског средишта округа Регенсбург. Према процјени из 2010. у општини је живјело 3.103 становника. Посједује регионалну шифру (AGS) 9375183.

## Географски и демографски подаци
Пфатер се налази у савезној држави Баварска у округу Регенсбург. Општина се налази на надморској висини од 326 метара. Површина општине износи 48,1 km². У самом мјесту је, према процјени из 2010. године, живјело 3.103 становника. Просјечна густина становништва износи 64 становника/km².